# Пропагатор
Пропагатор (функция распространения, причинная функция Грина) в квантовой механике и квантовой теории поля (КТП) — функция, характеризующая распространение релятивистского поля (или его кванта) от одного акта взаимодействия до другого. Эта функция определяет амплитуду вероятности перемещения частицы из одного места пространства (или пространства-времени) в другое за заданный промежуток времени или перемещения частицы с определённой энергией и импульсом. Для расчёта частоты столкновений в КТП используются виртуальные частицы, представленные в диаграммах Фейнмана пропагаторами, вносят свой вклад в вероятность рассеяния, описываемого соответствующей диаграммой. Их также можно рассматривать как оператор, обратный волновому оператору, соответствующему частице, и поэтому их часто называют (причинными) функциями Грина (термин «причинными» используется, чтобы отличить их от эллиптической функции Грина для оператора Лапласа).

## Нерелятивистские пропагаторы
В нерелятивистской квантовой механике пропагатор определяет амплитуду вероятности того, что частица переместится из одной пространственной точки (x'), в которой она находится в момент времени (t'), в другую пространственную точку (x) в более поздний момент времени (t).
Если квантовая система описывается гамильтонианом H, то функция Грина (фундаментальное решение) для уравнения Шрёдингера представляет собой функцию
{\displaystyle G(x,t;x',t')={\frac {1}{i\hbar }}\Theta (t-t')K(x,t;x',t')}
удовлетворяющую неоднородному уравнению
{\displaystyle \left(i\hbar {\frac {\partial }{\partial t}}-H_{x}\right)G(x,t;x',t')=\delta (x-x')\delta (t-t')\,,}
где Hx обозначает гамильтониан, записанный в координатном представлении x, δ(x) — дельта-функция Дирака, Θ(t) — ступенчатая функция Хевисайда, K(x, t ;x′, t′) — ядро приведённого выше дифференциального оператора Шрёдингера в больших скобках, а также функция распространения. Термин пропагатор иногда используется в этом контексте для обозначения G, а иногда и K. В этой статье этот термин будет использоваться для обозначения K (см. принцип Дюамеля).
Этот пропагатор также можно записать как амплитуду перехода
{\displaystyle K(x,t;x',t')={\big \langle }x{\big |}{\hat {U}}(t,t'){\big |}x'{\big \rangle }\,,}
где Û(t, t′) — унитарный оператор эволюции во времени для системы, переводящей состояния в момент времени t′ в состояния в момент времени t. Обратите внимание на начальное условие, налагаемое на функцию распространения {\displaystyle \lim _{t\to t'}K(x,t;x',t')=\delta (x-x')}.
Квантово-механический пропагатор также можно определить с помощью интеграла по траекториям:
{\displaystyle K(x,t;x',t')=\int \exp \left[{\frac {i}{\hbar }}\int _{t}^{t'}L({\dot {q}},q,t)\,dt\right]D[q(t)]\,,}
где граничные условия для интеграла включают условия q(t) = x, q(t′) = x′. Здесь L — лагранжиан системы. Вклады по всем возможным траекториям, которые суммируются, соответствуют движению частицы только вперёд во времени и интегрируются с дифференциалом {\displaystyle D[q(t)]}.
В нерелятивистской квантовой механике пропагатор позволяет найти волновую функцию системы, учитывая начальную волновую функцию и временной интервал. Новая волновая функция вычисляется как
{\displaystyle \psi (x,t)=\int _{-\infty }^{\infty }\psi (x',t')K(x,t;x',t')\,dx'\,.}
Если K(x, t; x′, t′) зависит только от разности x − x′, это свёртка исходной волновой функции и функции распространения.

### Основные примеры: пропагатор свободной частицы и гармонического осциллятора
Для трансляционно-инвариантной системы пропагатор зависит только от разницы времён t − t′, поэтому его записывают как
{\displaystyle K(x,t;x',t')=K(x,x';t-t')\,.}
Пропагатор свободной частицы в одном измерении, получаемый, например, из интеграла по траекториям равен
| {\displaystyle K(x,x';t)={\frac {1}{2\pi }}\int _{-\infty }^{+\infty }dk\,e^{ik(x-x')}e^{-{\frac {i\hbar k^{2}t}{2m}}}=\left({\frac {m}{2\pi i\hbar t}}\right)^{\frac {1}{2}}e^{-{\frac {m(x-x')^{2}}{2i\hbar t}}}\,.} |
Точно так же пропагатор для одномерного квантового гармонического осциллятора задаётся ядром Мелера,
| {\displaystyle K(x,x';t)=\left({\frac {m\omega }{2\pi i\hbar \sin \omega t}}\right)^{\frac {1}{2}}\exp \left(-{\frac {m\omega {\big (}(x^{2}+x'^{2})\cos \omega t-2xx'{\big )}}{2i\hbar \sin \omega t}}\right)\,.} |
Последнее можно получить из предыдущего результата для свободных частиц, используя тождество ван Кортрика для группы Ли SU(1,1),
{\displaystyle \exp \left(-{\frac {it}{\hbar }}\left({\frac {1}{2m}}{\mathsf {p}}^{2}+{\frac {1}{2}}m\omega ^{2}{\mathsf {x}}^{2}\right)\right)}
{\displaystyle =\exp \left(-{\frac {im\omega }{2\hbar }}{\mathsf {x}}^{2}\tan {\frac {\omega t}{2}}\right)\exp \left(-{\frac {i}{2m\omega \hbar }}{\mathsf {p}}^{2}\sin(\omega t)\right)\exp \left(-{\frac {im\omega }{2\hbar }}{\mathsf {x}}^{2}\tan {\frac {\omega t}{2}}\right),}
которое выполняется для операторов {\displaystyle {\mathsf {x}}} и {\displaystyle {\mathsf {p}}}, удовлетворяющих соотношению Гейзенберга {\displaystyle [{\mathsf {x}},{\mathsf {p}}]=i\hbar }.
Для N-мерного случая пропагатор можно получить из произведения
{\displaystyle K({\vec {x}},{\vec {x}}';t)=\prod _{q=1}^{N}K(x_{q},x_{q}';t)\,.}

## Релятивистские пропагаторы
В релятивистской квантовой механике и квантовой теории поля пропагаторы лоренц-инвариантны. Они дают амплитуду вероятности для частицы переместиться между двумя точками пространства-времени.

### Скалярный пропагатор
В квантовой теории поля теория свободного (или невзаимодействующего) скалярного поля является полезным и простым примером, служащим для иллюстрации понятий необходимых для более сложных теорий. Оно описывает частицы с нулевым спином. Существует ряд возможных пропагаторов теории свободного скалярного поля. Ниже описываются самые распространённые из них.

### Координатное пространство
Пропагаторы в координатном пространстве являются функциями Грина для уравнения Клейна — Гордона. Это означает, что они являются функциями G(x, y) удовлетворяющими уранвению
{\displaystyle (\square _{x}+m^{2})G(x,y)=-\delta (x-y)\,,}
где
x, y — две точки пространства Минковского,
{\displaystyle \square _{x}={\tfrac {\partial ^{2}}{\partial t^{2}}}-\nabla ^{2}} — оператор д’Аламбера действующий на x-коорлинаты,
δ(x − y) — дельта-функция Дирака.
(Как обычно в расчётах релятивистской квантовой теории поля используются единицы, в которых скорость света c и приведённая постоянная Планка ħ установлены равными единице.)
Если ограничиться 4-мерным пространством-временем Минковского, то можно выполнить преобразование Фурье уравнения для пропагатора, получив
{\displaystyle (-p^{2}+m^{2})G(p)=-1\,.}
Это уравнение можно обратить в смысле обобщённых функций, заметив, что уравнение xf(x) = 1 имеет решение (см. теорему Сохоцкого — Племеля)
{\displaystyle f(x)={\frac {1}{x\pm i\varepsilon }}={\frac {1}{x}}\mp i\pi \delta (x)\,,}
где под ε подразумевает предельный переход к нулю. Правильный выбор знака вытекает из требований причинности.
Решение
| {\displaystyle G(x,y)={\frac {1}{(2\pi )^{4}}}\int d^{4}p\,{\frac {e^{-ip(x-y)}}{p^{2}-m^{2}\pm i\varepsilon }}\,,} |
где
{\displaystyle p(x-y):=p_{0}(x^{0}-y^{0})-{\vec {p}}\cdot ({\vec {x}}-{\vec {y}})}
является скалярным произведением 4-векторов.
Различные варианты деформации контура интегрирования в приведённом выше выражении приводят к различным формам пропагатора. Выбор контура обычно формулируется с точки зрения интеграла по {\displaystyle p_{0}}.
Тогда подынтегральная функция имеет два полюса в точках
{\displaystyle p_{0}=\pm {\sqrt {{\vec {p}}^{2}+m^{2}}},}
поэтому разные варианты того, как их обходить, приводят к разным пропагаторам.

#### Причинные пропагаторы

##### Запаздывающий пропагатор
Контур, проходящий по часовой стрелке через оба полюса, даёт причинный запаздывающий пропагатор. Это ноль, если x-y пространственноподобно или если x ⁰< y ⁰ (то есть если y относится к будущему моменту времени по отношении к x).
Такой выбор контура эквивалентен вычислению предела
{\displaystyle G_{\text{ret}}(x,y)=\lim _{\varepsilon \to 0}{\frac {1}{(2\pi )^{4}}}\int d^{4}p\,{\frac {e^{-ip(x-y)}}{(p_{0}+i\varepsilon )^{2}-{\vec {p}}^{2}-m^{2}}}=-{\frac {\Theta (x-y)}{2\pi }}\delta (\tau _{xy}^{2})+\Theta (x-y)\Theta (\tau _{xy}^{2}){\frac {mJ_{1}(m\tau _{xy})}{4\pi \tau _{xy}}}\,,}
где
{\displaystyle \Theta (x):={\begin{cases}1&x\geq 0\\0&x<0\end{cases}}}
— ступенчатая функция Хевисайда и
{\displaystyle \tau _{xy}:={\sqrt {(x^{0}-y^{0})^{2}-({\vec {x}}-{\vec {y}})^{2}}}}
— собственное время от x до y и {\displaystyle J_{1}} — функция Бесселя первого рода. Выражение {\displaystyle y\prec x} означает, что y предшествует x, что для пространства-времени Минковского означает
{\displaystyle y^{0}<x^{0}} и {\displaystyle \tau _{xy}^{2}\geq 0\,.}
Это выражение можо связать с вакуумным средним значением коммутатора оператора свободного скалярного поля,
{\displaystyle G_{\text{ret}}(x,y)=i\langle 0|\left[\Phi (x),\Phi (y)\right]|0\rangle \Theta (x^{0}-y^{0})\,,}
где
{\displaystyle \left[\Phi (x),\Phi (y)\right]:=\Phi (x)\Phi (y)-\Phi (y)\Phi (x)}
— коммутатор.

##### Опережающий пропагатор
Контур, идущий против часовой стрелки под обоими полюсами, даёт причинный опережающий пропагатор. Это ноль, если x-y пространственноподобно или если x ⁰> y ⁰ (то есть если y находится в прошлом моменте времени по отношению к x).
Такой выбор контура эквивалентен вычислению предела
{\displaystyle G_{\text{adv}}(x,y)=\lim _{\varepsilon \to 0}{\frac {1}{(2\pi )^{4}}}\int d^{4}p\,{\frac {e^{-ip(x-y)}}{(p_{0}-i\varepsilon )^{2}-{\vec {p}}^{2}-m^{2}}}=-{\frac {\Theta (y-x)}{2\pi }}\delta (\tau _{xy}^{2})+\Theta (y-x)\Theta (\tau _{xy}^{2}){\frac {mJ_{1}(m\tau _{xy})}{4\pi \tau _{xy}}}\,.}
Это выражение можно также выразить через вакуумное среднее коммутатора свободного скалярного поля. В таком случае,
{\displaystyle G_{\text{adv}}(x,y)=-i\langle 0|\left[\Phi (x),\Phi (y)\right]|0\rangle \Theta (y^{0}-x^{0})\,.}

#### Пропагатор Фейнмана
Контур, проходящий под левым полюсом и над правым полюсом, даёт пропагатор Фейнмана.
Такой выбор контура эквивалентен вычислению предела
{\displaystyle G_{F}(x,y)=\lim _{\varepsilon \to 0}{\frac {1}{(2\pi )^{4}}}\int d^{4}p\,{\frac {e^{-ip(x-y)}}{p^{2}-m^{2}+i\varepsilon }}={\begin{cases}-{\frac {1}{4\pi }}\delta (s)+{\frac {m}{8\pi {\sqrt {s}}}}H_{1}^{(1)}(m{\sqrt {s}})&s\geq 0\\-{\frac {im}{4\pi ^{2}{\sqrt {-s}}}}K_{1}(m{\sqrt {-s}})&s<0.\end{cases}}}
Где
{\displaystyle s:=(x^{0}-y^{0})^{2}-({\vec {x}}-{\vec {y}})^{2}\,,}
где x и y — две точки в пространстве-времени Минковского, а точка в показателе степени обозначает четырёхвекторное скалярное произведение. H1(1) — функция Ганкеля, а K1 — модифицированная функцией Бесселя.
Это выражение можно получить непосредственно из теории поля как значение вакуумного среднего упорядоченного во времени произведения свободного скалярного поля, то есть произведения, всегда взятого таким, что временной порядок точек пространства-времени одинаков,
{\displaystyle {\begin{aligned}G_{F}(x-y)&=-i\langle 0|T(\Phi (x)\Phi (y))|0\rangle \\[4pt]&=-i\left\langle 0|\left[\Theta (x^{0}-y^{0})\Phi (x)\Phi (y)+\Theta (y^{0}-x^{0})\Phi (y)\Phi (x)\right]|0\right\rangle .\end{aligned}}}
Это выражение является лоренц-инвариантным, поскольку операторы поля коммутируют друг с другом, когда точки x и y разделены пространственноподобным интервалом.
Обычный вывод состоит в том, чтобы вставить полный набор одночастичных импульсных состояний между полями с лоренцевской ковариантной нормировкой, а затем показать, что функции Θ, обеспечивающие причинное упорядочение во времени, можно получить с помощью контурного интеграла вдоль оси энергии, если подынтегральная функция такая же, как указано выше (отсюда и бесконечно малая мнимая часть), чтобы сдвинуть полюс с действительной линии.
Пропагатор также можно получить с использованием интеграла по траекториям в квантовой теории поля.

### Пропагатор в импульсном пространстве
Преобразование Фурье пропагаторов в координатном пространстве можно рассматривать как пропагаторы в сопряжённом ему импульсном пространстве. Они имеют гораздо более простую форму, чем пропагаторы в координатном пространстве.
Они часто записываются с явным слагаемым ε, хотя это понимается как напоминание о том, какой выбран контур интегрирования (см. Выше). Этот член ε включён для учёта граничных условий и причинно-следственной связи (см. Ниже).
Для 4-импульса p причинный пропагатор и пропагатор Фейнмана в импульсном пространстве таковы:
{\displaystyle {\tilde {G}}_{\text{ret}}(p)={\frac {1}{(p_{0}+i\varepsilon )^{2}-{\vec {p}}^{2}-m^{2}}}\,,}
{\displaystyle {\tilde {G}}_{\text{adv}}(p)={\frac {1}{(p_{0}-i\varepsilon )^{2}-{\vec {p}}^{2}-m^{2}}}\,,}
{\displaystyle {\tilde {G}}_{F}(p)={\frac {1}{p^{2}-m^{2}+i\varepsilon }}\,.}
Для расчётов диаграмм Фейнмана обычно удобно записывать их с дополнительным общим коэффициентом −i (условия различаются).

### Быстрее света?
Пропагатор Фейнмана обладает некоторыми свойствами, которые на первый взгляд кажутся непонятными. В частности, в отличие от коммутатора, пропагатор отличен от нуля вне светового конуса, хотя и быстро спадает для пространственноподобных интервалов. Интерпретируемое как амплитуда движения частицы, это означает, что виртуальная частица движется быстрее света. Не сразу очевидно, как это можно примирить с причинно-следственной связью: можно ли использовать сверхсветовые виртуальные частицы для отправки сверхсветовых сообщений?
Ответ — нет. Хотя в классической механике интервалы, по которым могут перемещаться частицы и причинные эффекты, совпадают, это не так в квантовой теории поля, где именно коммутаторы определяют, какие операторы могут влиять друг на друга.
Так что же представляет собой пространственноподобная часть пропагатора? В КТП вакуум является активным участником, а числа частиц и значения полей связаны из принципа неопределенности; значения поля неопределенны даже для когда частиц нет. Существует ненулевая амплитуда вероятности обнаружить значительную флуктуацию вакуумного значения поля Φ(x), если измерить его локально (точнее, если измерить оператор, полученный усреднением поля по малой области). Кроме того, динамика полей имеет тенденцию в некоторой степени способствовать пространственно-коррелированным флуктуациям. Затем ненулевое упорядоченное по времени произведение для разделённых пространственноподобным интервалом полей просто измеряет амплитуду нелокальной корреляции в этих флуктуациях вакуума, аналогичной корреляции ЭПР. Действительно, пропагатор часто называют двухточечной корреляционной функцией для свободного поля.
Поскольку, согласно постулатам квантовой теории поля, все операторы наблюдаемых коммутируют друг с другом на пространственноподобном расстоянии, сообщения можно отправлять через эти корреляции не больше, чем через любые другие ЭПР-корреляции; корреляции находятся в случайных величинах.
Что касается виртуальных частиц, то пропагатор при пространственно-подобном разделении можно рассматривать как средство вычисления амплитуды для создания виртуальной пары частица-античастица, которая в конечном итоге исчезает в вакууме, или для обнаружения виртуальной пары, выходящей из вакуума. На языке Фейнмана такие процессы рождения и уничтожения эквивалентны виртуальной частице, блуждающей вперёд и обратно по времени, что может вывести её за пределы светового конуса. Однако передача сигналов назад во времени запрещена.

#### Объяснение с использованием пределов
Это можно объяснит иначе, записав пропагатор в следующей форме для безмассового фотона:
{\displaystyle G_{F}^{\varepsilon }(x,y)={\frac {\varepsilon }{(x-y)^{2}+i\varepsilon ^{2}}}\,.}
Это обычное определение, но нормированное коэффициентом {\displaystyle \varepsilon }. Тогда правило состоит в том, что берётся предел {\displaystyle \varepsilon \to 0} в конце расчёта.
Видно, что
{\displaystyle G_{F}^{\varepsilon }(x,y)={\frac {1}{\varepsilon }}} если {\displaystyle (x-y)^{2}=0}
и
{\displaystyle \lim _{\varepsilon \to 0}G_{F}^{\varepsilon }(x,y)=0} если {\displaystyle (x-y)^{2}\neq 0\,.}
Следовательно, это означает, что один фотон всегда будет оставаться на световом конусе. Также показано, что полная вероятность фотона в любой момент времени должна быть нормирована обратной величиной следующего множителя:
{\displaystyle \lim _{\varepsilon \to 0}\int |G_{F}^{\varepsilon }(0,x)|^{2}\,dx^{3}=\lim _{\varepsilon \to 0}\int {\frac {\varepsilon ^{2}}{(\mathbf {x} ^{2}-t^{2})^{2}+\varepsilon ^{4}}}\,dx^{3}=2\pi ^{2}|t|.}
Отсюда следует, что части вне светового конуса обычно равны нулю в пределе и важны только в диаграммах Фейнмана.

### Пропагаторы в диаграммах Фейнмана
Чаще всего пропагатор используется для расчета амплитуд вероятности взаимодействия частиц с использованием диаграмм Фейнмана. Эти расчёты обычно выполняются в импульсном пространстве. В общем, амплитуда получает коэффициент пропагатора для каждой внутренней линии, то есть для каждой линии, которая не представляет входящую или выходящую частицу в начальном или конечном состоянии. Он также получит коэффициент, пропорциональный и аналогичный по форме члену взаимодействия в лагранжиане теории для каждой внутренней вершины, где встречаются линии. Эти правила известны как правила Фейнмана.
Внутренние линии соответствуют виртуальным частицам. Поскольку пропагатор не обращается в нуль для комбинаций энергии и импульса, не допускаемых классическими уравнениями движения, то говорят, что виртуальные частицы могут находиться вне оболочки. На самом деле, поскольку пропагатор получается обращением волнового уравнения, он в общем случае будет иметь разрывы на оболочке.
Энергия, переносимая частицей в пропагаторе, может быть даже отрицательной. Это можно интерпретировать просто как случай, когда вместо частицы, движущейся в одном направлении, её античастица движется в другом направлении и, следовательно, несёт встречный поток положительной энергии. Пропагатор охватывает обе возможности. Это означает, что нужно быть осторожным со знаками минус для случая фермионов, чьи пропагаторы не являются чётными функциями энергии и импульса (см. ниже).
Виртуальные частицы сохраняют энергию и импульс. Однако, поскольку они могут быть вне оболочки, везде, где диаграмма содержит замкнутую петлю, энергии и импульсы виртуальных частиц, участвующих в петле, будут частично неограниченными, поскольку изменение величины для одной частицы в петле может быть уравновешено равным и противоположным изменением в другом. Следовательно, каждая петля на диаграмме Фейнмана требует интеграла по континууму возможных значений энергий и импульсов. В общем, эти интегралы произведений пропагаторов могут расходиться, и эту проблему должен разрешать процесс перенормировки.

### Другие теории

#### Спин1⁄2
Если частица обладает спином, то её пропагатор, как правило, несколько сложнее, так как он будет включать спин частицы или индексы поляризации. Дифференциальное уравнение, которому удовлетворяет пропагатор для частицы со спином 1⁄2 определяется выражением
{\displaystyle (i\not \nabla '-m)S_{F}(x',x)=I_{4}\delta ^{4}(x'-x)\,,}
где I4 — единичная матрица в четырёх измерениях, использующая слэш обозначение Фейнмана. Это уравнение Дирака для источника дельта-функции в пространстве-времени. Используя импульсное представление,
{\displaystyle S_{F}(x',x)=\int {\frac {d^{4}p}{(2\pi )^{4}}}\exp {\left[-ip\cdot (x'-x)\right]}{\tilde {S}}_{F}(p)\,,}
уравнение становится
{\displaystyle {\begin{aligned}&(i\not \nabla '-m)\int {\frac {d^{4}p}{(2\pi )^{4}}}{\tilde {S}}_{F}(p)\exp {\left[-ip\cdot (x'-x)\right]}\\[6pt]={}&\int {\frac {d^{4}p}{(2\pi )^{4}}}(\not p-m){\tilde {S}}_{F}(p)\exp {\left[-ip\cdot (x'-x)\right]}\\[6pt]={}&\int {\frac {d^{4}p}{(2\pi )^{4}}}I_{4}\exp {\left[-ip\cdot (x'-x)\right]}\\[6pt]={}&I_{4}\delta ^{4}(x'-x),\end{aligned}}}
где в правой части используется интегральное представление четырёхмерной дельта-функции. Таким образом
{\displaystyle (\not p-mI_{4}){\tilde {S}}_{F}(p)=I_{4}\,.}
Умножая слева на
{\displaystyle (\not p+m)}
(отбрасывая единичные матрицы из обозначений) и используя свойства гамма-матриц,
{\displaystyle {\begin{aligned}\not p\not p&={\frac {1}{2}}(\not p\not p+\not p\not p)\\[6pt]&={\frac {1}{2}}(\gamma _{\mu }p^{\mu }\gamma _{\nu }p^{\nu }+\gamma _{\nu }p^{\nu }\gamma _{\mu }p^{\mu })\\[6pt]&={\frac {1}{2}}(\gamma _{\mu }\gamma _{\nu }+\gamma _{\nu }\gamma _{\mu })p^{\mu }p^{\nu }\\[6pt]&=g_{\mu \nu }p^{\mu }p^{\nu }=p_{\nu }p^{\nu }=p^{2},\end{aligned}}}
обнаружено, что пропагатор в импульсном пространстве, используемый в диаграммах Фейнмана для поля Дирака, представляющего электрон в квантовой электродинамике, имеет вид
{\displaystyle {\tilde {S}}_{F}(p)={\frac {(\not p+m)}{p^{2}-m^{2}+i\varepsilon }}={\frac {(\gamma ^{\mu }p_{\mu }+m)}{p^{2}-m^{2}+i\varepsilon }}\,.}
iε внизу — это рецепт того, как обращаться с полюсами в комплексной p0-плоскости. Это автоматически даёт контур интегрирования Фейнмана путём соответствующего смещения полюсов. Иногда это пишется
{\displaystyle {\tilde {S}}_{F}(p)={1 \over \gamma ^{\mu }p_{\mu }-m+i\varepsilon }={1 \over \not p-m+i\varepsilon }}
короче. Следует помнить, что это выражение является просто сокращенным обозначением (γμpμ − m)−1. «Единица на матрицу» в остальном бессмыслен. В координатном пространстве
{\displaystyle S_{F}(x-y)=\int {\frac {d^{4}p}{(2\pi )^{4}}}\,e^{-ip\cdot (x-y)}{\frac {\gamma ^{\mu }p_{\mu }+m}{p^{2}-m^{2}+i\varepsilon }}=\left({\frac {\gamma ^{\mu }(x-y)_{\mu }}{|x-y|^{5}}}+{\frac {m}{|x-y|^{3}}}\right)J_{1}(m|x-y|)\,.}
Это связано с пропагатором Фейнмана соотношением
{\displaystyle S_{F}(x-y)=(i\not \partial +m)G_{F}(x-y)}
где {\displaystyle \not \partial :=\gamma ^{\mu }\partial _{\mu }\,.}

#### Спин 1
Пропагатор калибровочного бозона в калибровочной теории зависит от выбора соглашения для выбора калибровки. Для калибровки, используемой Фейнманом и Штюкельбергом, пропагатор фотона равен
{\displaystyle {-ig^{\mu \nu } \over p^{2}+i\varepsilon }\,.}
Общий вид с калибровочным параметром λ с точностью до общего знака и множителя {\displaystyle i}, записывается как
{\displaystyle -i{\frac {g^{\mu \nu }+\left(1-{\frac {1}{\lambda }}\right){\frac {p^{\mu }p^{\nu }}{p^{2}}}}{p^{2}+i\varepsilon }}\,.}
Пропагатор для массивного векторного поля можно получить из лагранжиана Штюкельберга. Общий вид с калибровочным параметром λ с точностью до общего знака и множителем {\displaystyle i}, записывается
{\displaystyle {\frac {g_{\mu \nu }-{\frac {k_{\mu }k_{\nu }}{m^{2}}}}{k^{2}-m^{2}+i\varepsilon }}+{\frac {\frac {k_{\mu }k_{\nu }}{m^{2}}}{k^{2}-{\frac {m^{2}}{\lambda }}+i\varepsilon }}\,.}
С этими общими формами можно получить пропагаторы в унитарной калибровке для λ = 0, пропагатор в калибровке Фейнмана или 'т Хофта для λ = 1 и в калибровке Ландау или Лоренца для λ = ∞. Существуют также другие обозначения, в которых калибровочный параметр является обратным λ, обычно обозначаемым ξ (см. Rξ Gauges). Однако имя пропагатора относится к его окончательной форме, а не обязательно к значению калибровочного параметра.
Унитарная калибровка:
{\displaystyle {\frac {g_{\mu \nu }-{\frac {k_{\mu }k_{\nu }}{m^{2}}}}{k^{2}-m^{2}+i\varepsilon }}\,.}
Калибровка Фейнмана ('т Хофта):
{\displaystyle {\frac {g_{\mu \nu }}{k^{2}-m^{2}+i\varepsilon }}\,.}
Калибровка Ландау (Лоренца):
{\displaystyle {\frac {g_{\mu \nu }-{\frac {k_{\mu }k_{\nu }}{k^{2}}}}{k^{2}-m^{2}+i\varepsilon }}\,.}

### Гравитонный пропагатор
Пропагатор для гравитона в пространстве Минковского в общей теории относительности
{\displaystyle G_{\alpha \beta ~\mu \nu }={\frac {{\mathcal {P}}_{\alpha \beta ~\mu \nu }^{2}}{k^{2}}}-{\frac {{\mathcal {P}}_{s}^{0}{}_{\alpha \beta ~\mu \nu }}{2k^{2}}}={\frac {g_{\alpha \mu }g_{\beta \nu }+g_{\beta \mu }g_{\alpha \nu }-{\frac {2}{D-2}}g_{\mu \nu }g_{\alpha \beta }}{k^{2}}}\,,}
где {\displaystyle D} — количество измерений пространства-времени, {\displaystyle {\mathcal {P}}^{2}} — поперечный и бесследовый оператор проекции спина 2, а {\displaystyle {\mathcal {P}}_{s}^{0}} является скалярным мультиплетом со спином 0. Пропагатор гравитона для пространства (анти) де Ситтера равен
{\displaystyle G={\frac {{\mathcal {P}}^{2}}{2H^{2}-\Box }}+{\frac {{\mathcal {P}}_{s}^{0}}{2(\Box +4H^{2})}}\,,}
куда {\displaystyle H} — постоянная Хаббла. Обратите внимание, что при достижении предела {\displaystyle H\to 0} и {\displaystyle \Box \to -k^{2}}, пропагатор AdS сводится к пропагатору Минковского.

## Связанные сингулярные функции
Скалярные пропагаторы являются функциями Грина для уравнения Клейна — Гордона. Есть связанные сингулярные функции, которые важны в квантовой теории поля. Мы следуем обозначениям Бьоркена и Дрелла. См. также Боголюбов и Ширков (Приложение А). Эти функции наиболее просто определяются в терминах вакуумного среднего значения произведений операторов поля.

### Решения уравнения Клейна — Гордона

#### Функция Паули — Жордана
Коммутатор двух скалярных полевых операторов определяет функцию Паули — Жордана {\displaystyle \Delta (x-y)} по
{\displaystyle \langle 0|\left[\Phi (x),\Phi (y)\right]|0\rangle =i\,\Delta (x-y)}
с
{\displaystyle \,\Delta (x-y)=G_{\text{adv}}(x-y)-G_{\text{ret}}(x-y)\,.}
Это удовлетворяет
{\displaystyle \Delta (x-y)=-\Delta (y-x)}
и равен нулю, если {\displaystyle (x-y)^{2}<0\,.}

#### Положительная и отрицательная частотные части (вырезанные пропагаторы)
Мы можем определить положительную и отрицательную частотные части {\displaystyle \Delta (x-y)}, иногда называемые разрезанными пропагаторами, релятивистски инвариантным образом.
Это позволяет нам определить положительную частотную часть:
{\displaystyle \Delta _{+}(x-y)=\langle 0|\Phi (x)\Phi (y)|0\rangle \,,}
и отрицательную частотную часть:
{\displaystyle \Delta _{-}(x-y)=\langle 0|\Phi (y)\Phi (x)|0\rangle \,.}
Они удовлетворяют
{\displaystyle \,i\Delta =\Delta _{+}-\Delta _{-}}
и
{\displaystyle (\Box _{x}+m^{2})\Delta _{\pm }(x-y)=0\,.}

#### Вспомогательная функция
Антикоммутатор двух скалярных полевых операторов определяет {\displaystyle \Delta _{1}(x-y)} функция
{\displaystyle \langle 0|\left\{\Phi (x),\Phi (y)\right\}|0\rangle =\Delta _{1}(x-y)}
с
{\displaystyle \,\Delta _{1}(x-y)=\Delta _{+}(x-y)+\Delta _{-}(x-y)\,.}
Это удовлетворяет {\displaystyle \,\Delta _{1}(x-y)=\Delta _{1}(y-x)\,.}

### Функции Грина для уравнения Клейна — Гордона.
Определённые выше запаздывающие, опережающие и фейнмановские пропагаторы являются функциями Грина для уравнения Клейна — Гордона.
Они связаны с сингулярными функциями соотношением
{\displaystyle G_{\text{ret}}(x-y)=-\Delta (x-y)\Theta (x_{0}-y_{0})}
{\displaystyle G_{\text{adv}}(x-y)=\Delta (x-y)\Theta (y_{0}-x_{0})}
{\displaystyle 2G_{F}(x-y)=-i\,\Delta _{1}(x-y)+\varepsilon (x_{0}-y_{0})\,\Delta (x-y)}
где {\displaystyle \varepsilon (x_{0}-y_{0})} является знаком {\displaystyle x_{0}-y_{0}\,.}

## Примеры
Пропагатор свободной частицы в одном измерении:
{\displaystyle D(x,x';t)=\left({\frac {m}{2\pi i\hbar t}}\right)^{1/2}\exp \left(-{\frac {m(x-x')^{2}}{2i\hbar t}}\right)\,.}
Пропагатор одномерного гармонического осциллятора:
{\displaystyle D(x,x';t)=\left({\frac {m\omega }{2\pi i\hbar \sin \omega t}}\right)^{1/2}\exp \left(-{\frac {m\omega ((x^{2}+x'^{2})\cos \omega t-2xx')}{2i\hbar \sin \omega t}}\right)\,.}
Электронный пропагатор является основной величиной, характеризующей взаимодействие электрона и фотона. Его величина в импульсном представлении
{\displaystyle G(p)={\frac {\gamma {p}+m}{p^{2}-m^{2}+i0}}.}
Фотонный пропагатор является основной величиной, характеризующей взаимодействие двух электронов. Его величина в импульсном представлении
{\displaystyle D(k^{2})={\frac {4\pi }{k^{2}+i0}}.}